# 子吉村
子吉村（こよしむら）は秋田県由利郡にあった村。現在の由利本荘市中心部に南接する、子吉川左岸にあたる。

## 地理
- 河川：子吉川、堺川

## 歴史

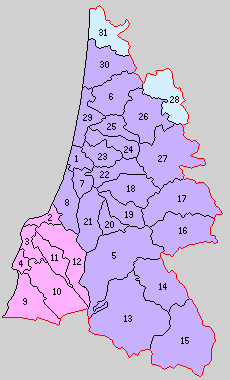
7.子吉村 （紫：現・由利本荘市）

- 1889年（明治22年）4月1日 - 町村制の施行により、薬師堂村、船岡村、藤崎村、埋田村、宮内村、玉ノ池村、葛法村の区域をもって発足。
- 1922年（大正11年）6月20日 - 西目村との境界変更[1]。
- 1954年（昭和29年）3月31日 - 本荘町に編入。同日子吉村廃止。本荘町は即日市制施行して本荘市となる。

## 交通

### 鉄道路線
- 日本国有鉄道
  - 矢島線（現・由利高原鉄道鳥海山ろく線、開通当時は横荘鉄道西線）
    - 薬師堂駅 - 子吉駅（玉ノ池停留所）

村域を羽越本線が通過するが、駅は所在しなかった。

### 道路
- 矢島街道（現・国道108号）

現在は旧村域を仁賀保本荘道路が通過するが、当時は未開通。

## 著名出身者
- 小番宜一 (市長)